# Masthuggets Sim och Idrottsällskap
Masthuggets Sim och Idrottssällskap (MSIS) bildades 25 november 1934 i stadsdelen Masthugget, Göteborg. Föreningen gjorde ett namnbyte 1944 till Göteborgs Kappsimningsklubb (GKK), då en del av föreningen ville bli mer seriösa tävlingssimmare. I samband med namnbytet startade kvarvarande MSIS medlemmar en ny förening, Simklubben Öge (1944-1956?). 
1971 gick Göteborgs KK ihop via ett namnbyte med Simklubben Najaden, det nya föreningsnamnet blev Göteborgs Kappsimningsklubb Najaden (GKKN). Den 3 juni 1991 skedde ytterligare ett namnbyte från GKKN till Föreningen Göteborg Sim, detta i samband med att Askim Frölunda Simklubb (ASK) gick in i den "nya" föreningen.

## Historia
Föreningen bildades 1934 och efter en tid var MSIS den första simklubben med både flickor och pojkar i den vanliga träningsverksamheten (ej i olika sektioner). MSIS tillhörde även Arbetarnas Idrottsförbund och deltog på Arbetar Olympiaden 1936.

## Verksamhet
Föreningens verksamhet bestod av tävlingssimning, simhopp och vattenpolo. Tävlingar och träningar skedde innan Valhallabadets framkomst, mestadels i följande anläggningar:
- Renströmska Bad- och Tvättanstalten i Haga - Inomhus: Byggd 1876, Karbad, Romerskt bad alt. turkiskt bad, Brandhärjades 1903. - Ombyggd 1906, då det tillkom en 14,47x11,38 m bassäng inklusive ett 5 m hopptorn (äggformad bassäng, djup 1,2 m på sidorna och 3,8 m i mitten). - Smeknamn: Hagabadet, Ägget och Sumpen.
- Saltholmens Kall- och Varmbadhus i Långedrag - Utomhus: byggt 1908 - Ombyggt 1923 till en simstadion med 50x25 m bassäng, två sviktar, ett hopptorn och 970-1500 st. åskådarplatser. - Där arrangerades flera SM-tävlingar, och var även start/målplats för öppet vatten-simningar (exempelvis Älvsborgssimningen).
- Lisebergsbadet (vid Korsvägen, mittemot Svenska Mässans entré) - Utomhus: Byggd 1935, Avvecklad 1956. - Bassäng: 36x15 m, djup 0,9 - 4,5 m - Kunde värmas upp samt skapa vågor (först i Europa?), undervattensbelysning, 5 och 10 m  hopptorn, 1 och 3 m sviktar. - Åskådarplatser: 1200 sittplatser och 600 ståplatser.
- Olika vikar och sjöar i närområdet ex. Kåsjön (där det har gått SM i Simhopp 1953) samt i Stensjön med Mölndals Simsällskap.
- Valhallabadet (ersatte Hagabadet samt Lisebergsbadet) - Inomhus: Byggd 1956, bassäng 33x16 m, djup 2,1 - 4,8 m, hydraulisk höj och sänkbar brygga vid 25 m, hopptorn 5, 7,5 och 10 m, sviktar 1 och 3 m. - Åskådarplatser: 1235 sittplatser och 420 ståplatser. - 1959 tillkom det romerska badet. - 1967 tillkom utomhus bassängen á 50x16 m. - 1986 byggdes utomhusbassängen om till en inomhusbassäng á 50x25 m.

## Framgångsrika medlemmar